# Canarias (C-21)

El Canarias (C-21)  fue un crucero pesado de clase Canarias de la marina de guerra española. Diseñado por Watts, se basaba en la clase County británica y dio nombre a su clase.

## Construcción
Ordenada su construcción durante la dictadura del general Miguel Primo de Rivera, el Canarias fue puesto en grada en el astillero de la SECN de Ferrol el 15 de agosto de 1928 y su botadura tuvo lugar el 28 de mayo de 1931 en presencia del recién nombrado Ministro de Marina, Santiago Casares Quiroga, cuya esposa fue la madrina. 
El 27 de septiembre de 1934, realizó sus pruebas de mar con una comisión evaluadora a bordo y aún sin su artillería. No entró en servicio hasta septiembre de 1936, ya en plena guerra civil.

## Historial

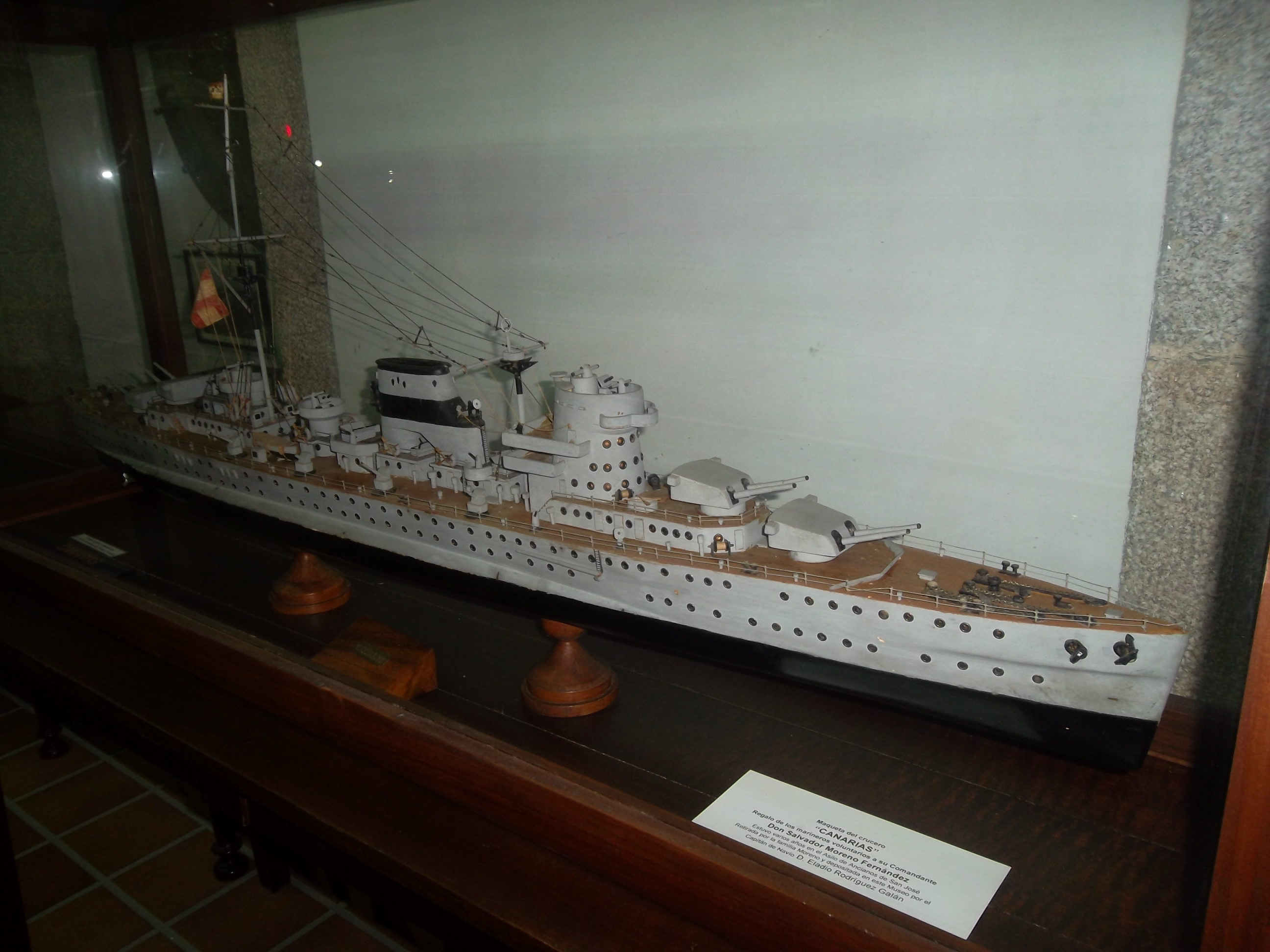
Maqueta con la configuración inicial de una sola chimenea del crucero Canarias. Museo Naval de Ferrol.

### Guerra civil española
Tomó parte en la guerra civil española en el bando sublevado. Su velocidad de 33 nudos, junto con su artillería, hizo que fuese muy temido por los barcos de la Marina de la República durante la guerra civil, al igual que su gemelo, el Baleares; parecía que ambos podían aparecer en cualquier lugar en cualquier momento. Su potente artillería hizo que participase en varios bombardeos de costa, y participó en operaciones de bloqueo naval del mar Cantábrico apresó varios buques con armas y suministros para la República.
El 13 de septiembre su comandante primero era Francisco Bastarreche. Su primera acción fue en la batalla del cabo Espartel, en septiembre de 1936, cuando hundió en aguas del Estrecho al destructor Almirante Ferrándiz, de la clase Churruca, después de inutilizar una de sus calderas con un tiro casi imposible (la tercera salva a 20 km de distancia), con lo que el estrecho de Gibraltar quedó libre para el paso del ejército sublevado de África a la península.
El 12 de diciembre de 1936 hunde al vapor soviético Komsomol frente a Orán, hundimiento que tuvo repercusión internacional e hizo a los soviéticos más reticentes a utilizar sus mercantes en apoyo a la República.
El 8 de febrero de 1937, durante la ocupación de Málaga participó en la masacre de la carretera Málaga-Almería donde miles de civiles fueron masacrados en su huida hacia Almería. El 5 de marzo de 1937 tomó parte en la batalla del cabo Machichaco. El 25 de abril de 1937, junto con su gemelo, el Baleares, acosó a la escuadra de la República cuando entraba en Cartagena tras bombardear Málaga. Después de un corto intercambio de disparos, los cruceros de los golpistas se alejaron para evitar a las baterías de costa de 380 mm. El 15 de agosto de 1937, cañoneó la ciudad de Alicante.
En 1938 bombardeó el puerto de Barcelona. El 6 de marzo de 1938 participó en la batalla del cabo de Palos, en la que fue torpedeado y hundido el crucero Baleares. En agosto de 1938 interceptó al destructor José Luis Díez, que intentaba pasar al Mediterráneo, obligándolo a refugiarse en Gibraltar.

### Segunda Guerra Mundial

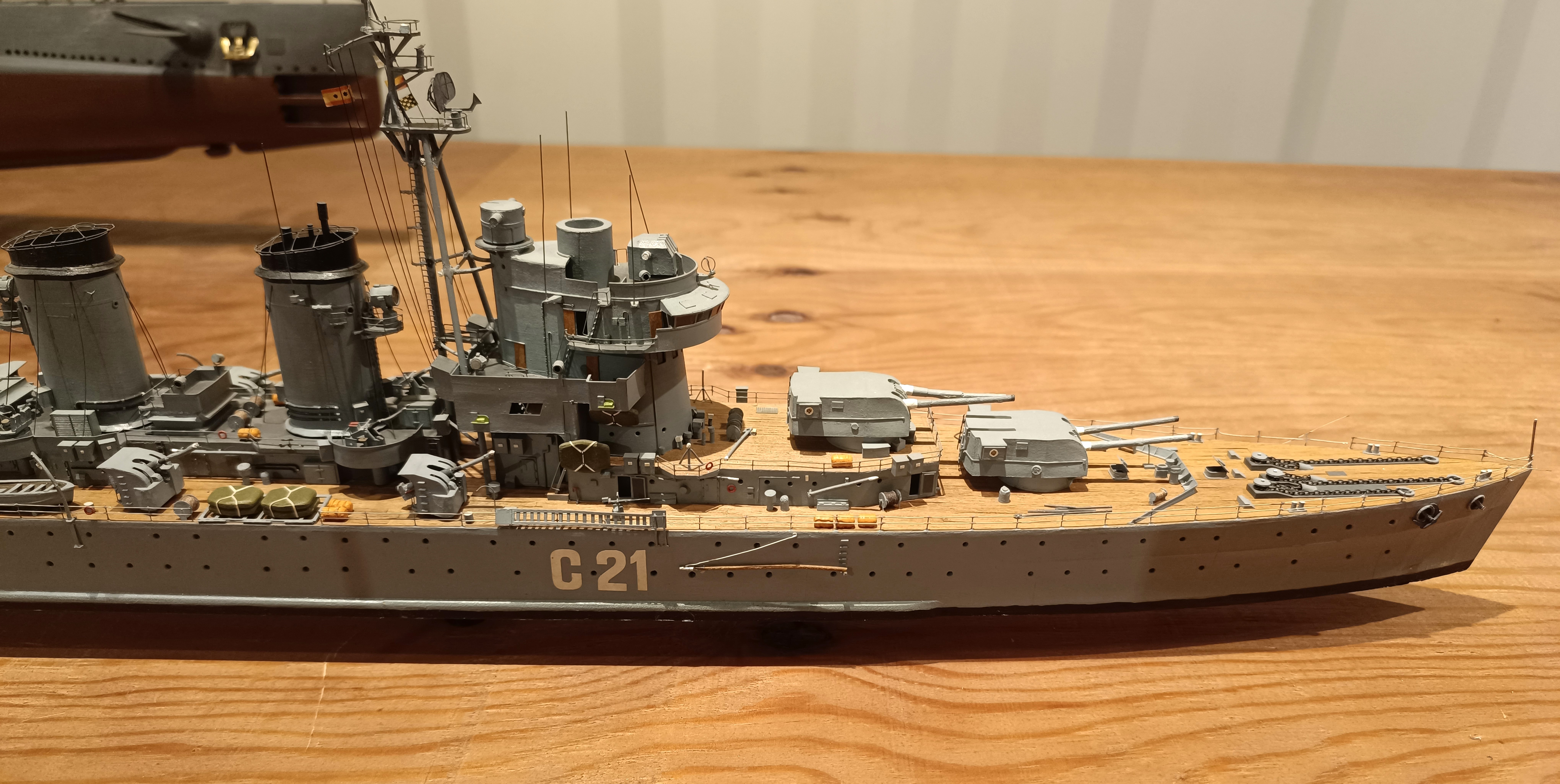
Sección de proa de una maqueta del crucero Canarias con la remodelación en la que se le sustituyó una chimenea por dos, Museo Marítimo de Barcelona.

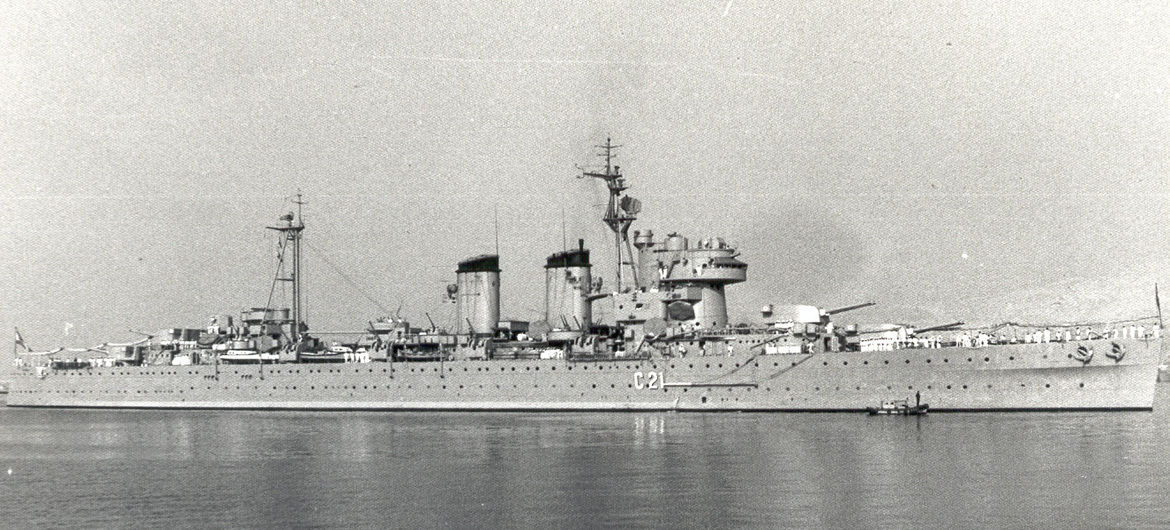
El crucero pesado Canarias en el puerto de Almería.

Tras el hundimiento del acorazado alemán Bismarck por la Marina Real Británica, salió a la mar para buscar supervivientes, sin éxito.

### Guerra de Ifni
Participó en la guerra de Ifni, efectuando bombardeos de costa y apoyando a las unidades terrestres sitiadas por el enemigo. El 7 de diciembre de 1957, una flota compuesta por el crucero Canarias, el crucero Méndez Núñez y los cinco destructores  Churruca, Almirante Miranda, Escaño, Gravina y José Luis Díez de la Clase Churruca realizó una demostración de fuerza para intimidar al Gobierno de Marruecos. Se apostaron en zafarrancho de combate frente al puerto de Agadir y apuntaron con sus piezas diversos objetivos de dicho puerto, sin disparar, contra la ciudad.
Tras el conflicto, en mayo de 1962, trasladó a Atenas al ministro de marina, el almirante Felipe José Abárzuza y Oliva, en calidad de embajador extraordinario del entonces jefe del Estado Francisco Franco al enlace matrimonial de Juan Carlos de Borbón y Borbón y Sofía de Grecia y Dinamarca
A principios de 1963, fue enviado en persecución del transatlántico portugués de 21 000 t Santa María, que mientras cubría la ruta Caracas-Lisboa-Vigo, fue secuestrado por un comando del Directorio Revolucionario Ibérico de Liberación, no llegando a encontrar el buque, que terminó refugiándose en Recife, donde los secuestradores recibieron asilo político.

### Evacuación de Guinea Ecuatorial
En 1969, durante la crisis diplomática entre España y Guinea Ecuatorial, junto a los transportes de ataque Aragón y Castilla, participó en las operaciones de evacuación de Guinea Ecuatorial.

### Maniobras y visitas

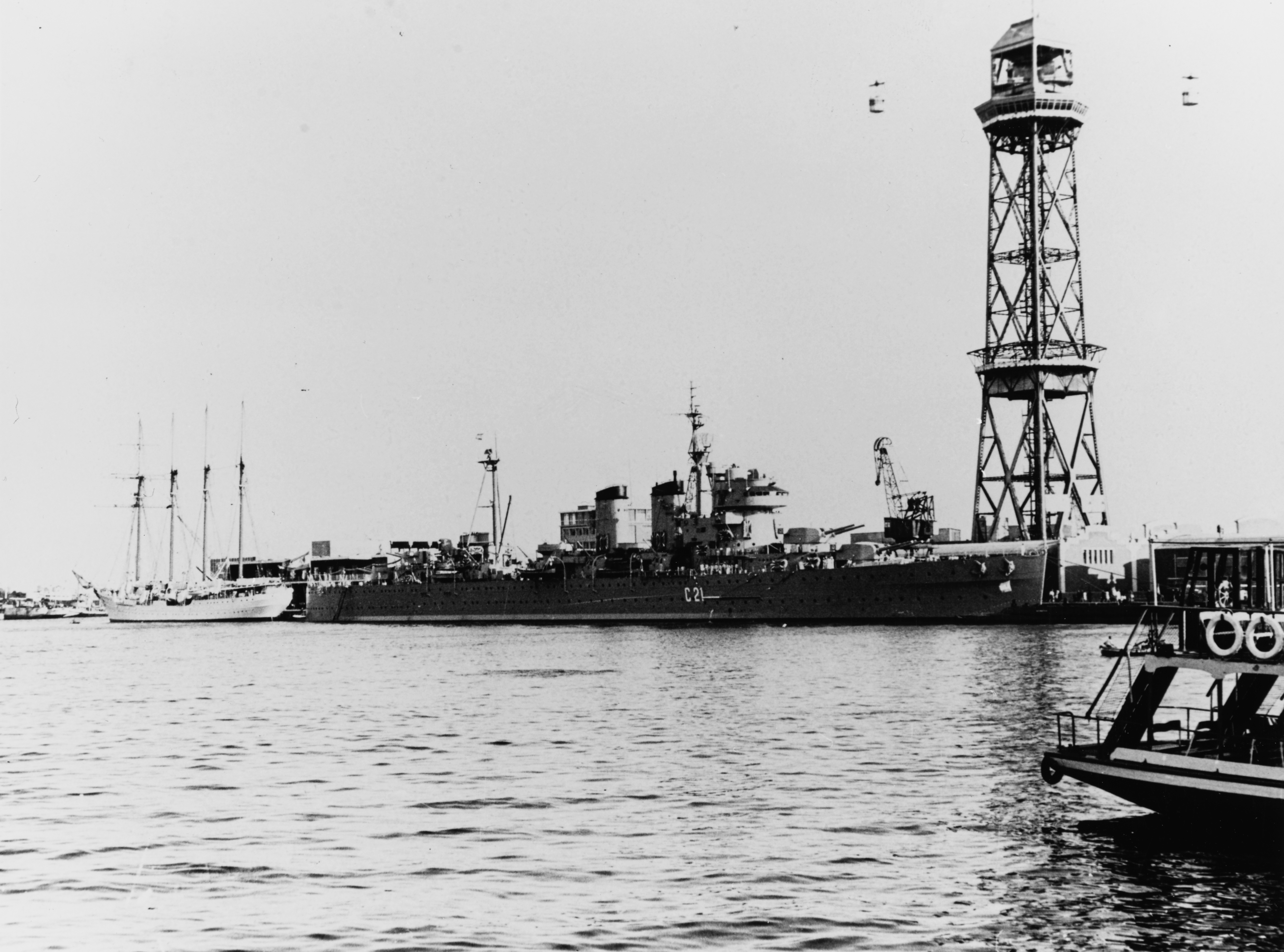
El crucero pesado Canarias en Barcelona, alrededor de 1970.

En octubre de 1969, participó en las maniobras hispano-francesas Faron IV en aguas cercanas a Barcelona, con la presencia del entonces príncipe Juan Carlos de Borbón y Borbón a bordo del Dédalo.
Poco después, el 12 de noviembre de 1969, mientras estaba en Ferrol, se produjo una ligera colisión contra el Álava (D52) al producirse una avería en el timón del destructor.

### Retiro

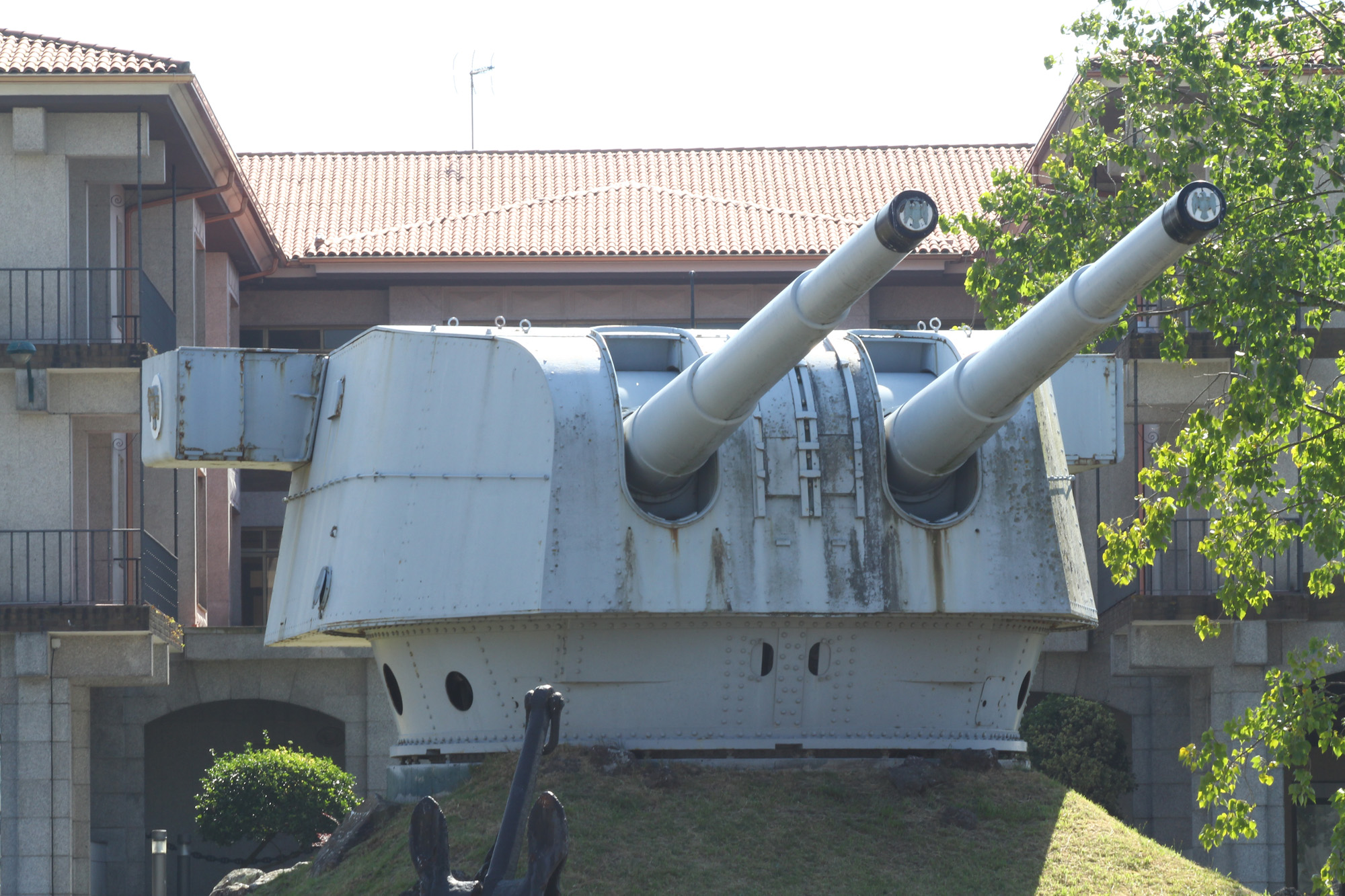
Segunda torreta de proa del crucero pesado Canarias (desguazado en 1977) con dos cañones de 203 mm, en Marín, Pontevedra.

Su dotación era de más de 1000 hombres y, mientras estuvo navegando, lo mandaron 43 capitanes de navío e izaron su insignia en él 31 almirantes.
Se convirtió en la más célebre unidad de la Marina de Guerra española, de la que fue su buque insignia durante casi cuarenta años, en los que sufrió no pocas reformas para mantenerlo operativo.
Fue dado de baja el 17 de diciembre de 1975, cuando era el último Washington (cruceros de acuerdo a lo reflejado en el Tratado Naval de Washington) en activo. Hubo intentos por parte de las ciudades de Barcelona, Cádiz, Santander, Las Palmas de Gran Canaria, Santa Cruz de Tenerife y Ferrol, que se interesaron en salvarlo del desguace e iniciaron gestiones para lograr su cesión y convertirlo en buque museo. Ninguna llegó a fructificar, siendo finalmente subastado para desguace el 14 de septiembre de 1977, y adjudicado a la empresa de Madrid Mar S.L. en 62 205 636 pesetas.
En 1980, una de las cuatro hélices del crucero fue entregada a la ciudad de Santa Cruz de Tenerife para su exposición en parque público, retirándose el 17 de febrero de 2022 en cumplimiento con la ley de memoria histórica.  
Conservándose además:
- Un cañón de 120 mm en Las Palmas de Gran Canaria.
- La segunda torreta de proa de 203 mm en la Escuela Naval Militar de Marín.
- El mobiliario de la Cámara del Almirante en la ENM de Marín.
- La campana del buque, el telémetro y la caña del timón en el Museo Naval del Ferrol.
- Un noray en Santa Cruz de La Palma.

### Buques de la clase
• Baleares

### Buques similares
• Clase County

### Listas relacionadas
• Cruceros de la Armada de España

• Anexo:Buques retirados de la Armada Española